# 益田市立雪舟の郷記念館
益田市立雪舟の郷記念館（ますだしりつせっしゅうのさときねんかん）は、島根県益田市にある美術館。雪舟の墓とされる大喜庵に隣接して平成2年（1990年）10月開館、雪舟と益田の歴史を展示、紹介している。

## 概要
雪舟終焉の地とされる東光寺は、天正4年（1576年）に火事で焼失、元禄15年（1702年）に大喜松祝により小庵として再興され、大喜庵と名付けられた。寛政11年（1799年）には本堂が再建されたものの、住職不在が長く、荒れ放題になっていった。そこで大正15年（1926年）益田町初代町長であった寺井文三郎が雪舟終焉地保存会を設立し、会長に平山成信、副会長に東京美術学校校長正木直彦、会計監査に潮恵之輔、顧問に伊東忠太、黒板勝美、高楠順次郎を迎え、大喜庵を整備する募金を集めた。募金は順調だったが、その後の戦争に突入すると大喜庵は修練道場に転用され、更に荒廃が進んだ。これに心を痛めた人々は昭和25年（1950年）第二次雪舟終焉地顕彰会を発足、昭和30年（1955年）には雪舟没後四百五十年大遠忌法要を行って雪舟会館を建設するも、会館は保育園にされ、自然災害も重なり再び荒れてしまった。惨状を見かねた付近の自治会は昭和53年（1978年）大喜庵世話人会を発足、同会は昭和55年（1980年）第三次雪舟顕彰会へ発展した。顕彰会は雪舟の資料の収集、特に雪舟の名画の複製を順次進めていたが、平成元年（1989年）益田市が『益田兼堯像』をふるさと創生1億円で購入する。これがきっかけとなって記念館の建設運動が起き、益田市も嘆願にこたえて美術館が設立された。建物は、雪舟が第一座を与えられた寧波の天童寺を模して作られている。

## 主な所蔵品

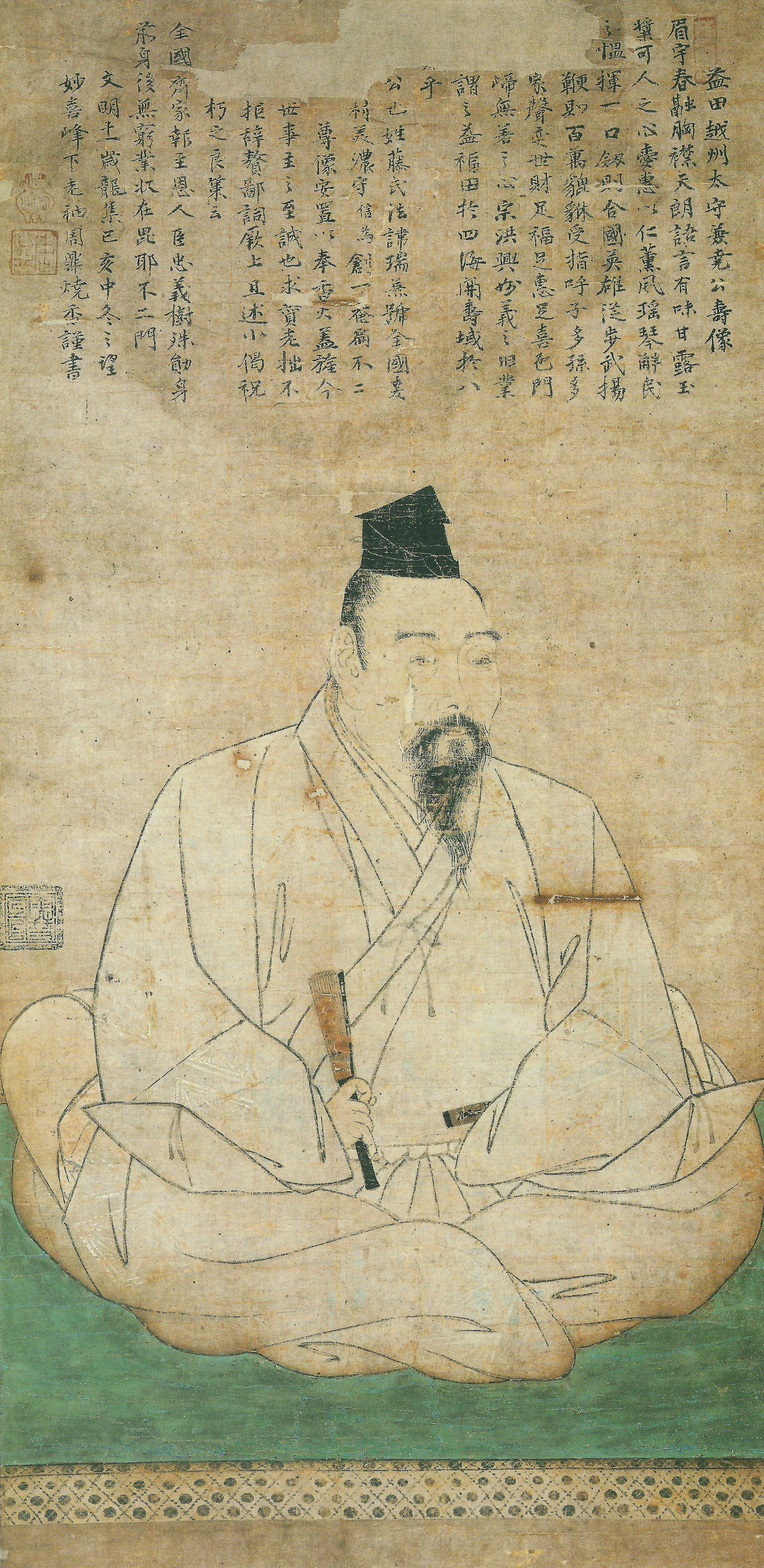
雪舟 益田兼堯像

- 雪舟  『益田兼堯像』 紙本著色 竹心周鼎賛 文明11年（1479年） 重要文化財
- 伝雪舟 『花鳥図』 紙本著色 三幅対
- 高村光雲 『雪舟禅師像』 木彫（桂） 昭和2年（1927年） 益田市指定文化財（益田市七尾町の妙義寺所有[1]）正木直彦が雪舟四百二十五年忌に向けて、高村に制作を依頼した作品。四百二十五年忌後、正木から寄贈[2]。
- 寺崎広業 『天開図画楼図』 絹本著色 大正7年（1918年） 雪舟終焉地保存会結成時に、正木から寄贈[2]。
- 狩野惟信 『雪舟筆山水図巻模本』 絹本墨画淡彩 安永3年（1774年）
- 雲谷等顔 『夕夜山水図』 紙本墨画
- 雲谷等益 『山水図屛風』 紙本墨画淡彩 江戸時代初期 益田市指定文化財
- 永富等穣 『琴棋書画図屛風』 紙本著色 六曲一双 幕末

## 利用案内
- 開館時間：10:00 - 17:00（入館は16:30まで）
- 休館日：火曜日、休日の翌日（土・日・休日を除く）、年末年始（12/29 - 1/3）、展示替え期間
- 入館料：一般 300円 ・ 小中高 100円（20名以上2割引）ただし、企画展、特別展は上記入館料を変更

## 交通アクセス
- 島根県益田市乙吉町イ1149
- JR益田駅から石見交通バス久城（くしろ）行きで10分、雪舟記念館入口下車、徒歩5分。または、JR益田駅からタクシーで10分。